# Liparochrus fossulatus
Liparochrus fossulatus is een keversoort uit de familie Hybosoridae. De wetenschappelijke naam van de soort is voor het eerst geldig gepubliceerd in 1852 door Westwood.